# Carvilii
La gens Carvilii est une famille plébéienne de la Rome antique, qui s'est distinguée pendant les guerres samnites. Le premier membre de cette gens à obtenir le consulat est Spurius Carvilius Maximus, en 293 av. J.-C..

## Origine
Gzns Carvilii est une famille modeste de rang chevalier, qui a pris de l'importance grâce aux exploits militaires de Spurius Carvilius Maximus. Le nomen Carvilius appartient à une grande classe de gentilicia se terminant par -ilus ou -illus, généralement dérivés de noms diminutifs  de famille se terminant à l'origine par -ulus . La racine du nom est incertaine; peut-être lié au patronyme Carbo, (charbon, ou charbon-noir).

## Praenomen
Les seuls praenomens utilisés par les Carvilii étaient Spurius, Gaius et Lucius.

## Branches et cognomen
Les Carvilii de la République n'étaient pas divisés en familles séparées et le seul cognomen qui leur était transmis était Maximus, « très grand » ou « le plus grand », qui a probablement été appliqué d'abord à Spurius Carvilius, le consul de 293 et 272 av. J.-C., en reconnaissance de ses victoires militaires et de son caractère. Deux membres de cette famille portaient le nom de famille supplémentaire Ruga, (sillon ou une ride).

## Membres
- Spurius Carvilius, questeur en 391 av. J.-C., a accusé Marcus Furius Camillus de s'être approprié une porte en bronze du butin de Veii. Camillus fut poursuivi par Lucius Apuleius, un tribun de la plèbe, et envoyé en exil[a 2],[4].
- Gaius Carvilius, le grand-père de Spurius Carvilius Maximus, le consul de 293 et 272 av. J.-C.
- Gaius Carvilius C. f., le père de Spurius Carvilius Maximus
- Spurius Carvilius Maximus , consul en 293 av. J.-C., il vainquit les Samnites et les Falisques, prenant plusieurs villes et obtenant un triomphe. Il était probablement censeur vers 289 av. J.-C. Consul pour la seconde fois en 272, lui et son collègue triomphent des Samnites, des Lucaniens, des Bruttiens et des Tarentins[a 3],[a 4],[a 5],[b 1],[b 2],[5],[6].
- Spurius Carvilius Maximus Ruga , consul en 234 av. J.-C., il combattit les Corses, puis les Sardes, pour lesquels il reçut un triomphe. Il fut consul pour la deuxième fois en 228, avec Quintus Fabius Maximus Verrucosus comme collègue. Après la bataille de Cannes, il proposa de remplir les rangs du sénat avec les principaux hommes des alliés latins de Rome, mais son avis fut fermement rejeté. Il a acquis une certaine notoriété pour avoir divorcé de sa femme, pour des raisons de stérilité[a 6],[a 7],[a 8],[a 9],[a 10],[a 11],[7],[8].
- Spurius Carvilius Ruga, affranchi et instituteur à Rome 'vers 230 av. J.-C., crédité d'avoir développé la lettre G.
- Spurius Carvilius, tribun de la plèbe en 212 av. J.-C., avec son collègue, Lucius Carvilius, inculpa Marcus Postumius Pyrgensis pour avoir fraudé l'État romain. Pyrgensis, un publicain, avait délibérément coulé de vieux navires avec une cargaison sans valeur, afin de réclamer des pertes substantielles et de s'enrichir[a 12],[9].
- Lucius Carvilius, tribun de la plèbe en 212 av. J.-C., rejoint son collègue Spurius Carvilius pour inculper Marcus Postumius Pyrgensis[9].
- Spurius Carvilius, légat du propréteur Gnaeus Sicinius en 171 av. J.-C., fut nommé par le sénat pour surveiller les ambassadeurs de Persée et s'assurer qu'ils quittaient l'Italie[a 13],[10].
- Gaius Carvilius, originaire de Spoletium, a négocié la reddition de la garnison romaine d' Uscana à Persée en 169 av. J.-C.[a 14].
- Spurius Carvilius L. f., membre du sénat romain en 129 av. J.-C.[11].

## Pour approfondir